# (23404) Bomans
(23404) Bomans est un astéroïde de la ceinture principale.

## Description
(23404) Bomans est un astéroïde de la ceinture principale. Il fut découvert le 15 septembre 1972 à l'Observatoire Palomar par Tom Gehrels. Il présente une orbite caractérisée par un demi-grand axe de 2,28 UA, une excentricité de 0,25 et une inclinaison de 21,7° par rapport à l'écliptique.

## Compléments